# 3×3 Eyes: Seima Kōrin-den
 (octobre 2019).
Si vous disposez d'ouvrages ou d'articles de référence ou si vous connaissez des sites web de qualité traitant du thème abordé ici, merci de compléter l'article en donnant les références utiles à sa vérifiabilité et en les liant à la section « Notes et références ».
3×3 Eyes: Seima Kōrin-den (サザンアイズ聖魔降臨伝) est un jeu vidéo sorti en 1992 sur Super Famicom. Il s'agit du tout premier jeu 3×3 Eyes à être réalisé. C'est un jeu vidéo de rôle avec la traditionnelle vue de dessus et les personnages en SD, avec quelques scènes animées. Le scénario est assez similaire au sixième volume du manga.